# Vaadjuv Nyqvist
Vaadjuv Dag Nyqvist (Oslo, 5 de outubro de 1902 — 9 de maio de 1961) foi um velejador norueguês, medalhista olímpico. Ele competiu nos Jogos Olímpicos de Verão de 1936 na classe 6 Metre e conquistou a medalha de prata na disputa a bordo do Lully com Magnus Konow, Karsten Konow, Fredrik Meyer e Alf Tveten.